# Marie-Louise Linssen-Vaessen
Marie-Louise Linssen-Vaessen (n. 19 martie 1928, Maastricht, Țările de Jos – d. 15 februarie 1993, Horst aan de Maas, Limburg, Țările de Jos) a fost o înotătoare olandeză, medaliată olimpică. A participat la 2 ediții ale Jocurilor Olimpice (1948, 1952) în care a câștigat o medalie de argint și două medalii de bronz.